# Фонсека (залив)
Фонсека (на испански: Golfo de Fonseca) е залив на Тихия океан, край бреговете на Салвадор, Хондурас и Никарагуа. Вдава се в сушата на 74 km, ширината на входа му е 35 km, площта – 3200 km², а максималната дълбочина – 27 m. Общата дължина на бреговата му линия е 261 km, в т.ч. 185 km на Хондурас, 40 km на Никарагуа и 29 km на Салвадор. Бреговете му са предимно ниски и силно разчленени от вторични по-малки заливи. В него има няколко острова, като най-големите са: на Хондурас – Сакате Гранде (50 km²), Ел Тигре (20 km²), Меангуера; на Салвадор – Канчагуита (8 km²). От изток се влива река Чолутека. Приливите са полуденонощни, с височина до 4,4 m. Бреговете му са гъсто населени, като най-големите пристанищни градове са: Ла Унион (в Салвадор), Сан Лоренсо (в Хондурас), Пуерто Морасан (в Никарагуа). Заливът Фонсека е открит през 1523 г. от испанския конкистадор Андрес Ниньо.